# بروزولو
بروزولو (به ایتالیایی: Bruzolo) یک کومونه در ایتالیا است که در استان تورین واقع شده‌است. بروزولو ۱۲٫۵۶ کیلومتر مربع مساحت و ۱٬۵۲۵ نفر جمعیت دارد و ۴۵۵ متر بالاتر از سطح دریا واقع شده‌است.